# Zygmunt Balicki
Zygmunt Balicki (30 de dezembro de 1858, Lublin, Império Russo - 12 setembro de 1916, São Petersburgo, Império Russo) foi um sociólogo polonês, publicitário e um dos primeiros chefes ativistas e ideólogos da direita do partido Democracia Nacional.
Balicki estudou ciências sociais nas universidades de São Petersburgo, Zurique e Genebra, esta última onde realizou um doutorado.
Seu livro Egoizm Narodowy wobec etyki (em português: Egoísmo nacional e ética) publicado pela primeira vez em 1903, foi um dos textos centrais do nascente movimento nacional democrata. Balicki argumentou que o indivíduo deve fundir-se espiritualmente com a sua sociedade e adotar seus desejos e objetivos como o seu próprio. Rejeitou ideais altruístas e da ética da literatura romântica, como "abstrato" e "ingênuo".
Juntamente com Roman Dmowski fundou a Liga Narodowa (Liga Nacional) e o Stronnictwo Narodowo-Demokratyczne (Partido Nacional Democrático).

## Obras
- Hedonizm jako punkt wyjścia etyki (1900)
- Egoizm Narodowy wobec etyki (Egoísmo Nacional e e Ética) (1903)
- Metody nauk Społecznych i ich rozwój w XIX stuleciu (1903)
- Parlamentaryzm: zarys socylologiczny Vol. 1-2 (1900, 1906)
- Psychologia społeczna: czynności poznawania (1912)
- Z Doby przełomu myśli narodowej (1916)